# Багратіоновськ
Багратіоновськ (до 1946 року Пройсіш-Ейлау; нім. Preußisch Eylau, лит. Ylava, пол. Pruska Iława, Iławka) — місто в Росії, адміністративний центр муніципального утворення Багратіоновський район Калінінградської області (колишня Східна Пруссія). Розташований на південь від Калінінграду, за 2 км від кордону з Польщею (міжнародний прикордонний пропуск Багратіоновськ — Безледи). У місті знаходиться однойменна залізнична станція. Населення міста становить 6,6 тис. осіб (2009).
Пройсіш-Ейлау — «прусське Ейлау», місто назване прусським, щоб відрізняти його від Дойче-Ейлау — «німецького Ейлау» (зараз місто Ілава в Польщі); Топонім Ейлау походить від слов'янського топоніма Ilawa, який можна часто зустріти в топономії Польщі і Словаччини.

## Історія
Місто Пройсіш-Ейлау засноване як замок — опорний пункт Тевтонського ордена, в 1325 році. Замок будувався з каменю і цегли, під керівництвом будівельного майстра Арнольфа фон Ойленштейна. Замок являв собою чотирифлігельну конструкцію і мав в плані чотирикутник 43 м х 41 м. Зі сходу до нього примикав великий форбург. У південному флігелі знаходилась замкова капелла — атрибут орденського замку. До 1347 року замок Пройсіш-Ейлау був резиденцією орденского пфлігера, потім тут розташувалась адміністрація каммерата.
З 1585 місто Пройсіш-Ейлау.
7 — 8 лютого (26—27 січня) 1807 поблизу міста сталась Пройсіш-Ейлауська битва між французькою і російсько-прусською арміями. Російською армією командував генерал Леонтій Бенігсен, французькою армією командував імператор Наполеон. З 7 лютого по 17 лютого 1807 року в будинку на колишній Ландсбергській вулиці розташовувалась головна квартира Наполеона (тепер вул. Центральна). На будинку № 19 по вулиці Центральній встановлена меморіальна дошка.
В 1856 на південно-східній окраїні міста за проектом архітектора Августа Штюлера був споруджений обеліск в честь битви.
1 квітня 1819 Пройсіш-Ейлау став адміністративним центром однойменного округу. З 1835 почала виходити місцева газета. В 1861 побудовано нову будівлю Королівського учительського інституту. В 1866 відкрито залізничне сполучення з Кенігсбергом (зараз Калінінград) і Бартенштайном (зараз Бартошиці, Польща).
Під час Першої Світової війни місто на короткий термін було окуповане російськими військами. При цьому активних бойових дій в місті не велося, а саме місто не постраждало.
В 1932 в старому особняку біля стін колишнього орденського замку був відкритий краєзнавчий музей.
10 лютого 1945 в ході Східно-Пруської операції Другої Світової війни радянські війська захопили місто.
З 1945 року знаходиться в складі СРСР (РРФСР). 7 вересня 1946 місто перейменоване на честь російського полководця, героя Французько-російської війни 1812 року генерала Петра Івановича Багратіона, який в 1807 брав участь в битві під Пройсіш-Ейлау.
В 1961 році територію замку і форбурга передали Багратіоновській конторі райспоживспілки.

## Населення
Згідно з переписом 1989 року, у Багратіоновську проживало 6728 осіб, у тому числі 3 607 чоловіків і 3 121 жінка.
| Рік             | 1959 | 1970 | 1979 | 1989 | 2002 | 2009 |
| --------------- | ---- | ---- | ---- | ---- | ---- | ---- |
| Населення (чол) | 4400 | 5600 | 6000 | 6700 | 7300 | 6600 |

## Географія
У місті знаходяться озера Лангер і Варшкайтерське. По його території протікають три струмки.
У Багратіоновську закінчується траса А-195 з Калінінграда.
У місті знаходиться автомобільний пункт пропуску через державний кордон із Республікою Польща.

## Економіка
У місті розвинуте машинобудування (холодильне і торгове обладнання), меблеве виробництво, харчова промисловість, переробка сільгосппродукції.
АТЗТ «Багратіоновський мясокомбінат», АТЗТ «Багратіоновський сирзавод» — одні з найбільших підприємств міста.

## Соціальна сфера

### Заклади освіти
- Муніципальний загальноосвітній заклад ЗОШ м. Багратіоновськ вул. Погранична буд.68. Директор: Клокова Світлана Сергіївна[6]
- Муніципальний загальноосвітній заклад Вечірня (позмінна) ЗОШ м. Багратіоновськ вул. Загородна буд.1Б. Директор: Стенникова Надія Петрівна[6]
- МОУ для дітей-сирот і дітей, залишених без виховання батьків дитячий будинок Колосок вул. Калінінградська буд.55[6]
- Центр психолого-медико-соціального супроводу вул. Погранична буд.80[6]

### Заклади культури
У 1993 році відкрився Музей історії краю. Існує Будинок культури.

### Готелі
- «Багратіоновськ», вулиця Іркутсько-Пінської дивізії буд.8[5]

## Історико-архітектурні пам'ятники

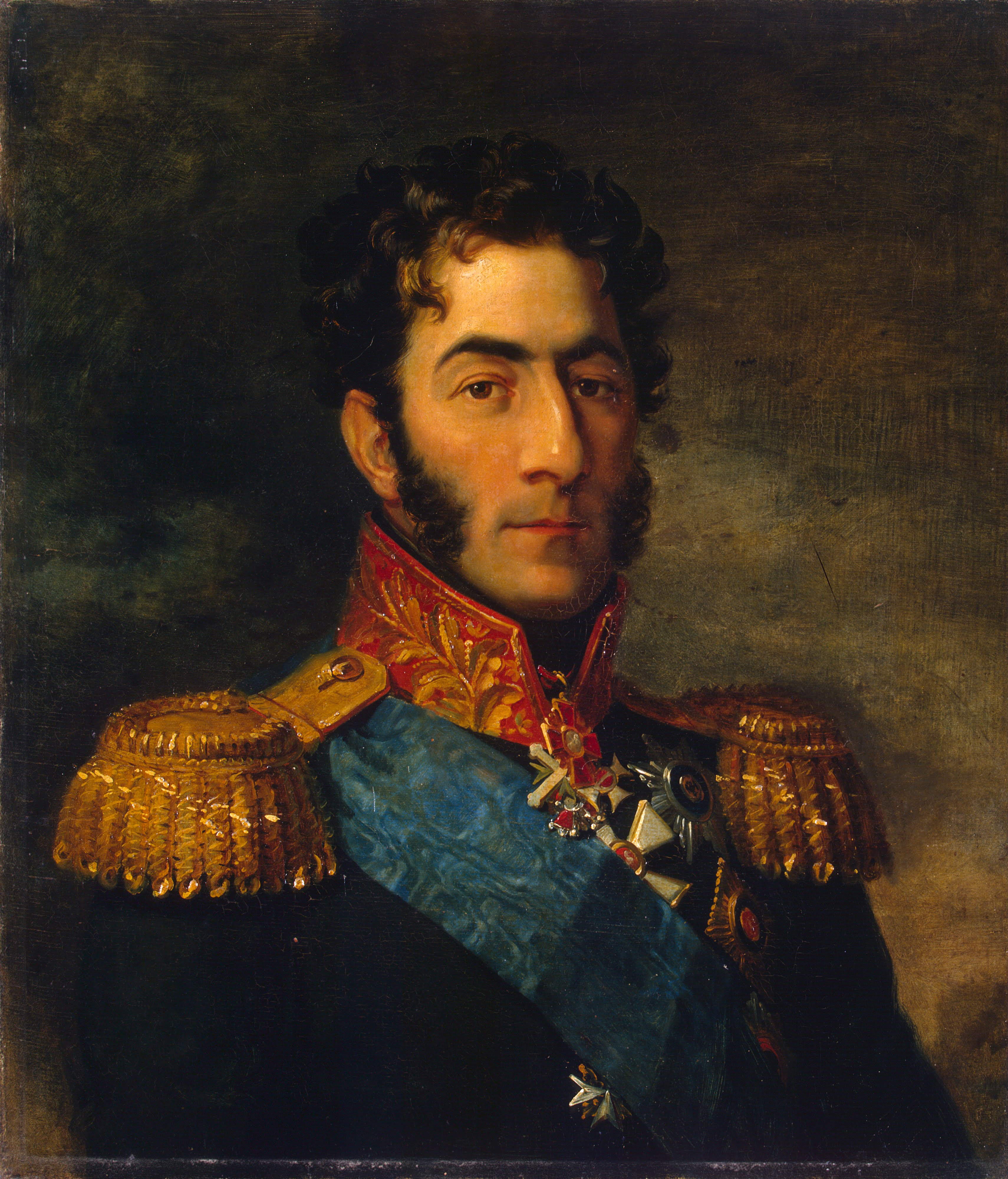
Генерал Багратіон

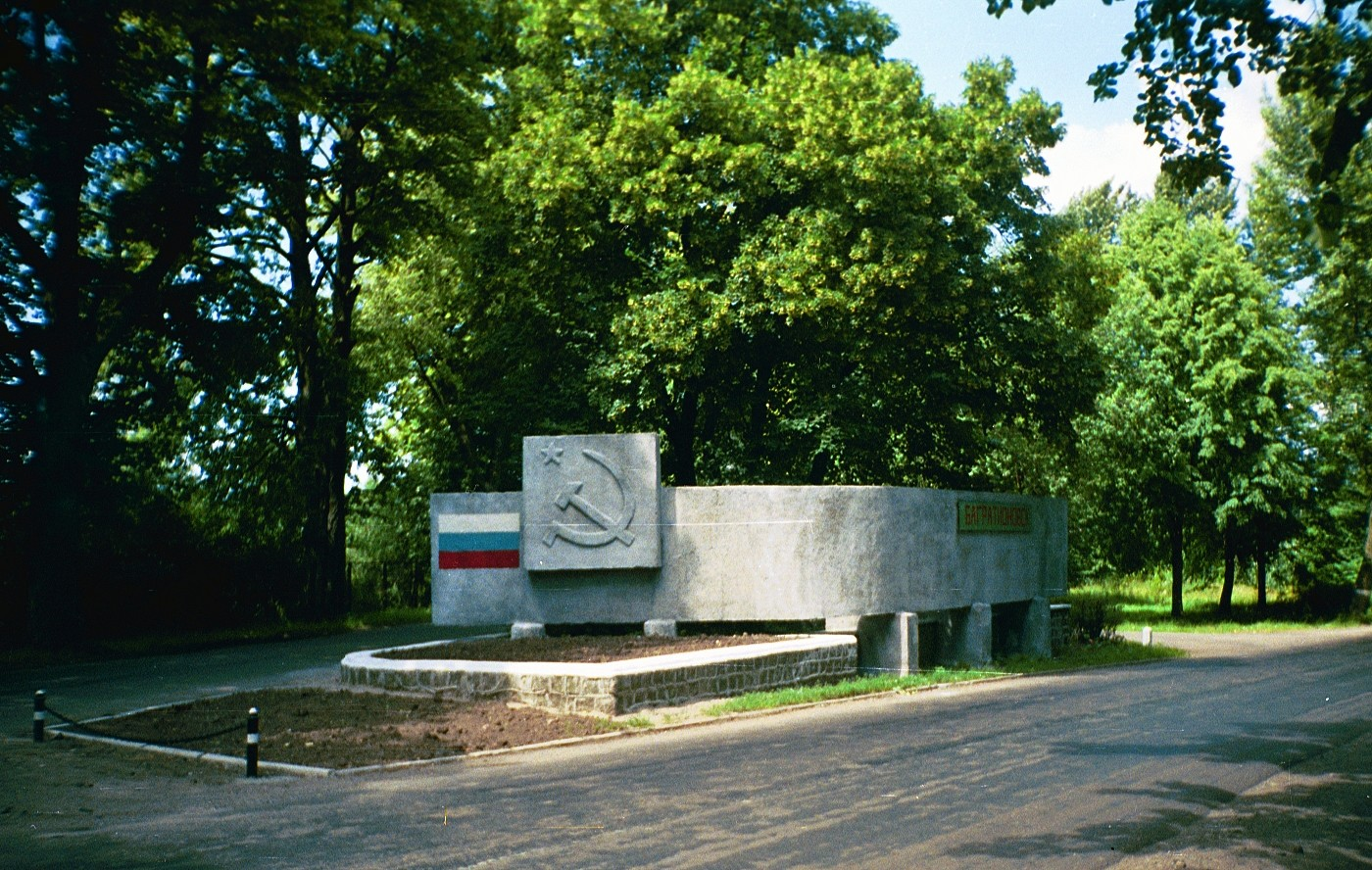
Пам'ятник

- Форбург замку Пройсіш-Ейлау (XIV століття). Будівля була побудована в Пруссії в 1325 році при магістрі Вернері фон Орзельні.
- Будівля колишнього Королівського інституту (1861)
- Музей історій краю
- Пам'ятник П. І. Багратіону в центрі міста
- Пам'ятник на честь битви під Пройсіш-Ейлау
- Церква святих мучениць Віри, Надії, Любові і матері їх Софії
- Меморіальне кладовище. Великий меморіал[8], присвячений Другій Світовій Війні
- Камінь з надписом «Місто засноване в 1336 році» із замку Бальга[5].

## Міста-побратими
| - Ферден-ан-дер-Аллер (Verden an der Aller, Lower Saxony), Німеччина - Бартошиці (Bartoszyce), Польща - Гурово-Ілавецьке (Górowo Iławeckie), Польща |

## Поимітки
1. 1 2  ЗКТМУ. 185/2016. Північно-Західний ФО
2. 1 2  Багратіоновськ в енциклопедії «Мой город». Архів оригіналу за 12 серпня 2010. Процитовано 12 вересня 2010.
3. 1 2 3 4  Малые города и посёлки области. Архів оригіналу за 3 грудня 2013. Процитовано 12 вересня 2010.
4. 1 2 3 4  История города «Багратионовск». Архів оригіналу за 1 жовтня 2010. Процитовано 21 лютого 2019.
5. 1 2 3  Багратионовск на tripadviser.ru[недоступне посилання з червня 2019]
6. 1 2 3 4  ProШколу.ru. Архів оригіналу за 22 січня 2009. Процитовано 12 вересня 2010.
7. ↑  Сайт музею [Архівовано 25 вересня 2011 у Wayback Machine.] (рос.)
8. ↑  28 червня 2007 року на меморіалі в місті Багратіоновську (Калінінградська область) були зі всіма військовими почестями перепоховані останки 45 червоноармійців, загиблих на початку 1945 року. «В Багратионовске перезахоронили останки советских солдат» Интервью Руслана Хисамова (исполнительного директора общественной поисковой организации «Совесть») Издательский дом «Коммерсантъ» со ссылкой на ИТАР-ТАСС 28.07.2007